# Volpe rossa domestica
La volpe rossa domestica è una forma addomesticata della volpe rossa (Vulpes vulpes), che costituisce il risultato di un audace esperimento genetico compiuto in Siberia nella seconda metà del Novecento, concepito con l'intento di dimostrare la potenza dei metodi di selezione artificiale nel trasformare le specie, come descritta da Charles Darwin nel saggio Sull'origine delle specie.

## Storia del progetto
L'esperimento era stato progettato per replicare in laboratorio il processo che ha prodotto il cane (Canis lupus familiaris) quale risultato della selezione operata sui lupi (Canis lupus), registrando i progressi ottenuti dalle volpi, quando in ciascuna generazione venivano selezionati solo gli esemplari più mansueti e confidenti con l'uomo: con il procedere dell'esperimento, emersero subito comportamenti via via più docili e più "canini".
Il programma fu avviato nel 1959 nell'allora Unione Sovietica dallo zoologo Dmitrij Beljaev, ed è tuttora in corso, essendo proseguito sotto la supervisione della sua allieva Ljudmila Trut, in Russia, all'Istituto di citologia e genetica di Novosibirsk.

## Sperimentazione genetica

### Ipotesi e premesse iniziali

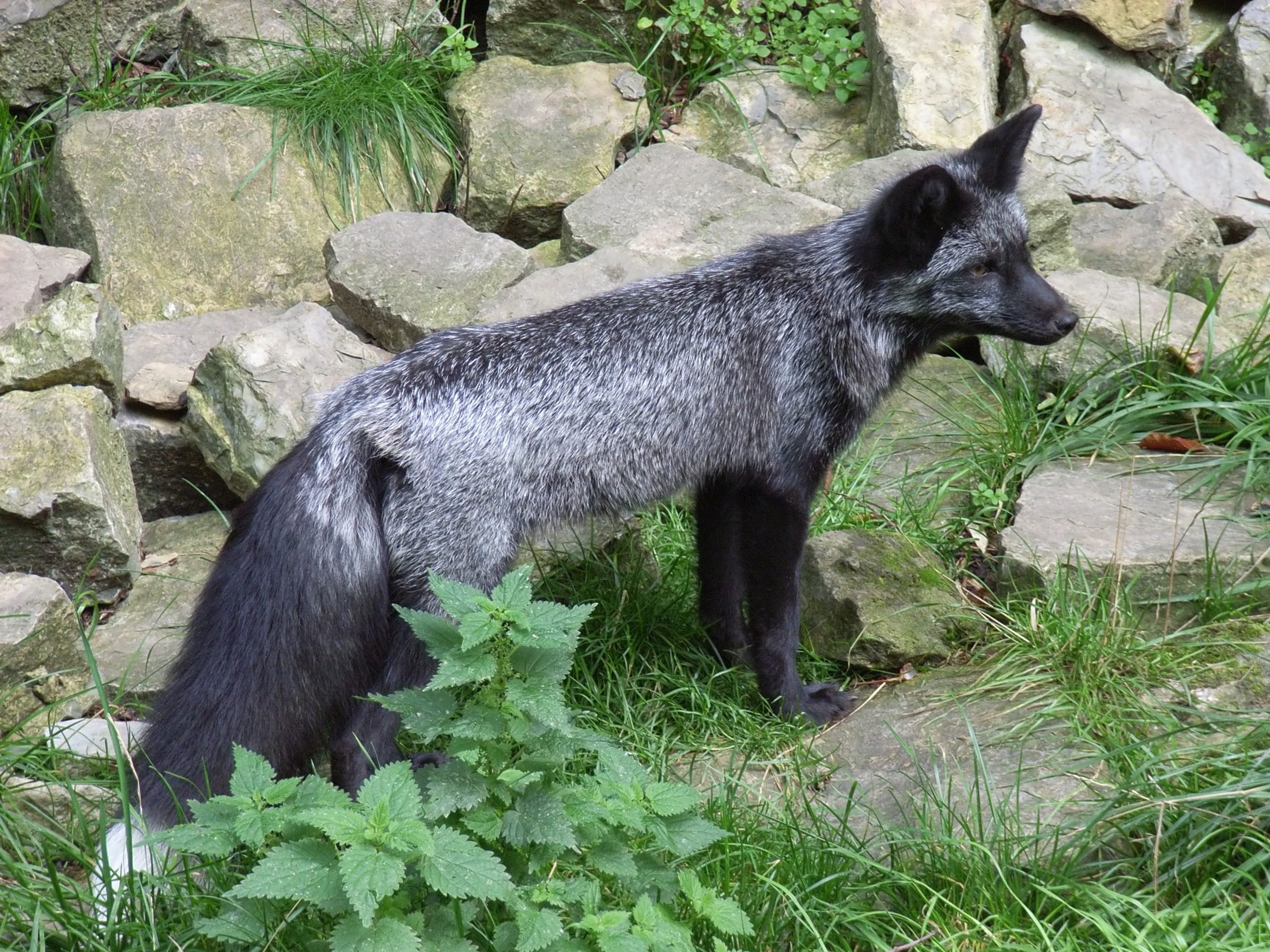
Esemplare selvatico di Volpe argentata in cattività

L'esperimento fu iniziato da scienziati che erano interessati all'argomento della domesticazione e al processo attraverso il quale i lupi sono divenuti cani domestici. Poterono così osservare la conservazione di tratti neotenici in età adulta, sia di tipo morfologico, come l'insolita larghezza del cranio rispetto all'altezza, sia di tipo comportamentale, come guaire, abbaiare e la sottomissione.
In un'epoca in cui il controllo politico centralizzato nei campi della genetica e dell'agricoltura promuovevano il "Lysenkoismo" come dottrina ufficiale di stato, la dedizione di Beljaev alla genetica classica gli sarebbe costato la perdita del lavoro come capo del Dipartimento di allevamento di animali da pelliccia al Laboratorio centrale di ricerca sull'allevamento da pelliccia di Mosca nel 1948. Negli anni cinquanta continuò a condurre ricerche in genetica in guisa di studi sulla fisiologia animale.
Beljaev era convinto che il fattore chiave nell'addomesticamento del cane non fosse stata né la taglia né la fertilità, ma riteneva che fosse stato il comportamento (più nello specifico, la mansuetudine) a giocare un ruolo cruciale nella selezione. Siccome il comportamento animale è radicato nella biologia, selezionare esemplari prediligendo la mansuetudine, e sfavorendo l'aggressività, significa selezionare cambiamenti fisiologici nel sistema che governa gli ormoni e la chimica del cervello.

### Sperimentazione

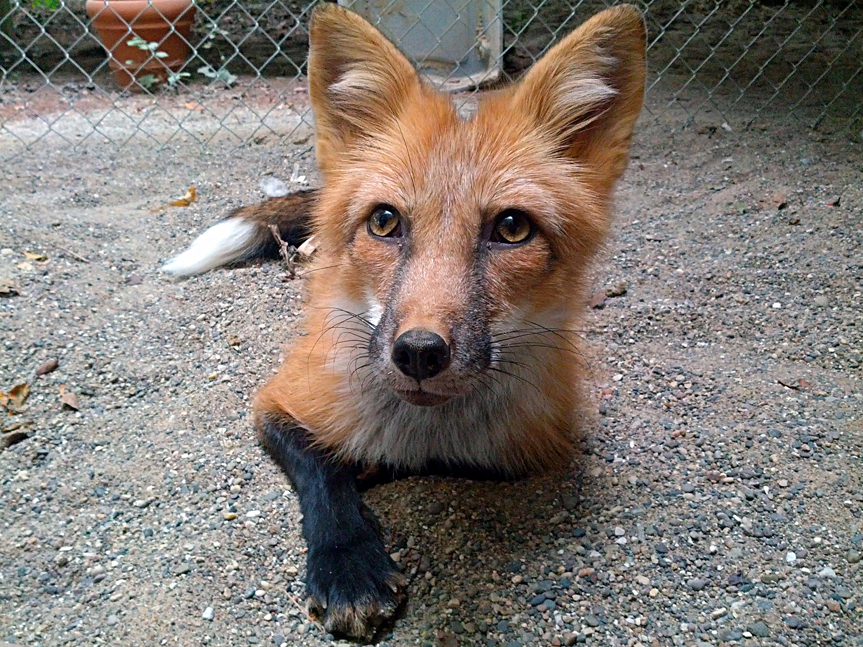
Volpe addomesticata nell'usuale livrea rossa

Beljaev decise di mettere alla prova la sua ipotesi teorica addomesticando la volpe. Nello specifico, si rivolse alla volpe argentata, una particolare forma di volpe rossa che si distingue per la livrea più scura. Servendosi di esemplari prelevati da allevamenti di animali da pelliccia sottopose una popolazione a una forte pressione selettiva guidata dalla mansuetudine.
Nelle parole di Trut:
Beljaev e Trut ritenevano che questa selezione in base alla mansuetudine ripercorresse il percorso di selezione naturale che doveva essere avvenuto nel passato ancestrale dei cani, in cui il fattore comportamentale, più di ogni altra qualità, deve aver determinato quanto bene un animale si sarebbe adattato alla vita tra gli esseri umani.

### Risultati

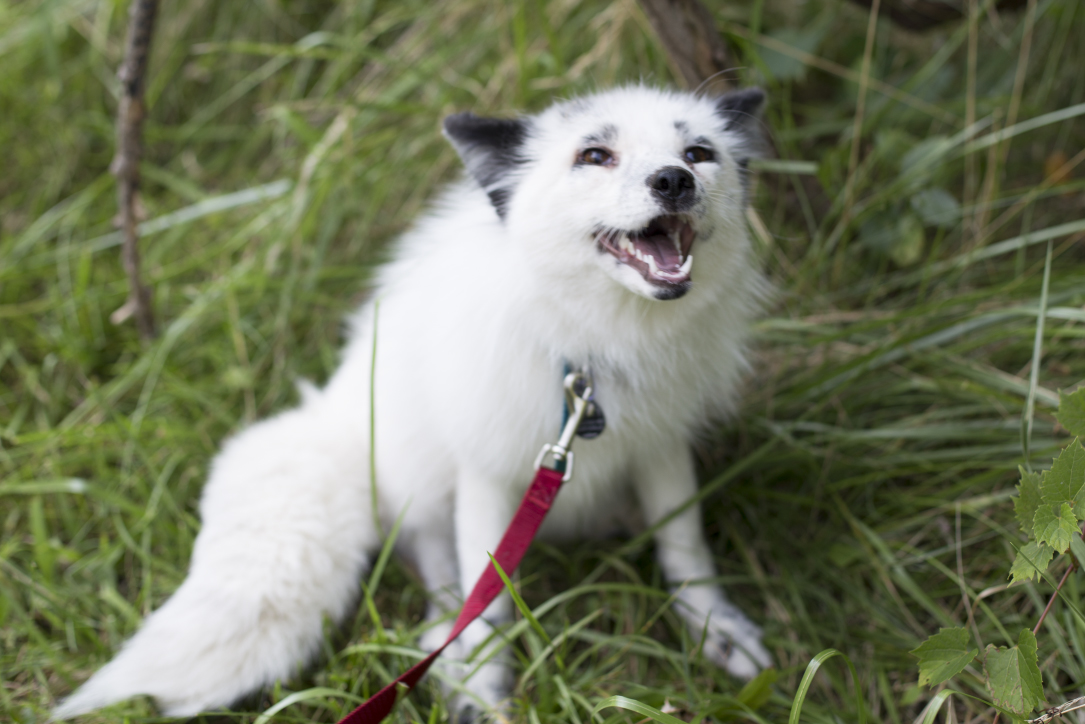
Esemplare con manto nel peculiare "bianco georgiano"

Gli scienziati russi hanno ottenuto una popolazione di volpi addomesticate i cui esemplari mostrano differenze fondamentali nel temperamento e nel comportamento rispetto ai loro antenati selvatici. Divennero subito visibili alcuni importanti cambiamenti nella fisiologia e nella morfologia, come la screziature e le pezzature colorate sul mantello. Alcuni scienziati ritengono che queste modificazioni prodotte dal processo di selezione per mansuetudine siano causate da più bassi livelli di produzione di adrenalina nella nuova popolazione, che sarebbe all'origine di cambiamenti in un numero relativamente basso di generazioni dando luogo a combinazioni genetiche non presenti nelle specie originali. Questo indica che la selezione per mansuetudine (vale a dire, l'assenza di attitudine alla fuga) produce cambiamenti che sono correlati all'emergere di altri tratti di natura "canina", come la coda alzata, l'andare in calore ogni sei mesi anziché una volta all'anno. Questo tipo di modificazioni, in apparenza non correlate, sono l'effetto della pleiotropia.
Il progetto non trascurò di allevare anche le volpi che si erano mostrate meno addomesticabili, al fine di studiare il comportamento sociale nei canidi. Queste volpi rifuggivano dal contatto umano allo stesso modo dei loro fenotipi comportamentali selvatici.
Ricerche simili sono state condotte in Danimarca con il visone americano.

## Morfologia
Le volpi domestiche russe esibiscono una varietà di colori del mantello, tra cui il rosso, l'argento (nero), il platino, e loro ibridi. Tratto peculiare è la pelliccia bianca (detto "bianco georgiano"), che è un colore esclusivo del progetto sperimentale di allevamento russo.

## Stato del progetto
A seguito della dissoluzione dell'Unione Sovietica, il progetto ha dovuto affrontare seri problemi finanziari. Nel 2014, i responsabili hanno affermato che il numero delle volpi non si è mai ridotto ed è ancora stabile, intorno ai 2.000 esemplari. Ad agosto 2016, l'allevamento contava 340 esemplari addomesticati, di cui 270 femmine e 70 maschi.
In un altro studio pubblicato, è stato descritto un sistema di misurazione del comportamento delle volpi che si ritiene possa rivelarsi utile per la mappatura dei loci dei tratti quantitativi, al fine di esplorare le basi genetiche dei comportamenti mansueti e aggressivi nelle volpi.

### Memoria
In onore del protagonista dell'esperimento, Dmitrij Konstantinovič Beljaev, è stato edificato un memoriale scultoreo collocato presso l'Istituto di citologia e genetica di Novosibirsk, eretto in occasione del centesimo anniversario della nascita.
Al centro del memoriale è la scultura "Dmitrij Beljaev e la volpe domestica", in cui l'animale è ritratto nell'atto di scodinzolare e porgere la zampa allo scienziato addomesticatore, il quale a sua volta protende la mano verso la volpe.
L'autore dell'opera, lo scultore Konstantin Zinič di Krasnojarsk, si è espresso in questi termini sulla scelta iconografica: "la filosofia che sta dietro al contatto fisico tra l'uomo e la volpe è riconciliazione, gentilezza; non vi è alcuna aggressività da parte della volpe: era selvatica ed è stata geneticamente addomesticata.